# Рюдзодзи Иэсуми
Рюдзодзи Иэсуми (яп. 龍造寺 家純, 1479 — 6 марта 1545) — японский военачальник периода Сэнгоку. Дед даймё Рюдзодзи Таканобу и Набэсимы Наосигэ.

## Биография
Старший сын Рюдзодзи Иэканэ, владельца замка Мидзугаэ.
Первоначально Иэсуми вместе с отцом Иэканэ служил вассалом рода Сёни и в 1530 году в битве при Тадэнаватэ он доблестно сражался за Сёни, способствуя разгрому рода Оути. После то го, как его отец отдалился от Сёни Фуюхисы, Иэсуми присоединился к нему, выйдя из рода Сёни, но позже после примирения, Иэсуми и его отец вернулись на службу к Сёни. 
Иэсуми пытался укрепить положение семьи Рюдзодзи, установив брачные отношения со своим вассалом, родом Набэсима, и их бывшими хозяевами, родом Кюсю-Тиба. Он сделал своего младшего брата Иэкадо наследником и передал ему своего родного сына, Тикаиэ, на усыновление, а сам получил Кэйгин-ни, дочь Рюдзодзи Танэкадзу, главы рода Рюдзодзи, чтобы сделать её женой Тикаиэ.
В 1545 году Иэсуми был убит Бабой Ёритикой, старшим вассалом рода Сёни, который опасался растущего влияния семьи Рюдзодзи. Согласно другой версии, он погиб в бою против Кумасиро Кацутоси, спровоцированного Ёритикой.

## Семья
Дети от неизвестной матери:
- Рюдзодзи Тикаиэ
- Рюдзодзи Сумииэ
- Рюдзодзи Ёрисуми
- Какэй, жена Набэсимы Киёфусы
- жена Тибы Танэцуры
- жена Бабы Масакадзу
- первым браком жена Инудзуки Наоиэ, вторым браком жена Исии Тадакиё